# Liga dos Campeões da UEFA de 2017–18 – Fase de Grupos
A Fase de Grupos da Liga dos Campeões da UEFA de 2017–18 foi disputada entre 12 de setembro até 6 de dezembro de 2017. No total participaram 32 equipes nesta fase. Os vencedores e segundos colocados de cada grupo avançaram para a fase final.

## Sorteio
O sorteio para a fase de grupos foi realizado em Mônaco no dia 24 de agosto de 2017.
A fase de grupos conta com 32 times distribuídos em 8 grupos de 4 times cada. Os times se enfrentaram em partidas de ida e volta dentro dos seus grupos e os dois primeiros se classificaram para a fase oitavas de final. O terceiro colocado classificou-se para a fase de dezesseis avos da Liga Europa da UEFA de 2017–18. As 32 equipes foram divididas em quatro potes com base no Ranking da UEFA, com o detentor do título sendo colocado no pote 1 automaticamente.
Em cada grupo, as equipes jogam entre si em duelos em casa e fora. As partidas serão disputadas nos dias: 12–13 de setembro, 26–27 de setembro, 17–18 de outubro, 31 de outubro–1 de novembro, 21–22 de novembro, e 5–6 de dezembro de 2017.
| Pote 1            | Coef.   |
| ----------------- | ------- |
| Real Madrid       | 176.999 |
| Bayern de Munique | 154.899 |
| Juventus          | 140.666 |
| Benfica           | 111.866 |
| Chelsea           | 106.192 |
| Shakhtar Donetsk  | 87.526  |
| Monaco            | 62.333  |
| Spartak Moscou    | 18.606  |

| Pote 2              | Coef.   |
| ------------------- | ------- |
| Barcelona           | 151.999 |
| Atlético de Madrid  | 142.999 |
| Paris Saint-Germain | 126.333 |
| Borussia Dortmund   | 124.899 |
| Sevilla             | 112.999 |
| Manchester City     | 100.192 |
| Porto               | 98.866  |
| Manchester United   | 95.192  |

| Pote 3     | Coef.  |
| ---------- | ------ |
| Napoli     | 88.666 |
| Tottenham  | 77.192 |
| Basel      | 74.415 |
| Olympiacos | 64.580 |
| Anderlecht | 58.480 |
| Liverpool  | 56.192 |
| Roma       | 53.666 |
| Beşiktaş   | 45.840 |

| Pote 4      | Coef.  |
| ----------- | ------ |
| Celtic      | 42.785 |
| CSKA Moscou | 39.606 |
| Sporting    | 36.866 |
| APOEL       | 26.210 |
| Feyenoord   | 23.212 |
| Maribor     | 21.125 |
| Qarabağ     | 18.050 |
| RB Leipzig  | 15.899 |

## Critérios de desempate
Se duas ou mais equipes terminarem iguais em pontos no final dos jogos do grupo, os seguintes critérios serão aplicados para determinar o ranking (em ordem decrescente):
1. maior número de pontos obtidos nos jogos entre as equipes em questão;
2. saldo de gols superior dos jogos disputados entre as equipes em questão;
3. maior número de gols marcados nos jogos disputados entre as equipes em questão;
4. maior número de gols marcados fora de casa nos jogos disputados entre as equipes em questão;
5. se, após a aplicação dos critérios de 1) a 4) para várias equipes, duas equipes ainda têm um ranking igual, os critérios de 1) a 4) serão reaplicados para determinar o ranking destas equipes;
6. saldo de gols de todos os jogos disputados no grupo;
7. maior número de gols marcados em todos os jogos disputados no grupo;
8. maior número de pontos acumulados pelo clube em questão, bem como a sua associação, ao longo das últimas cinco temporadas.

## Grupos
Os vencedores e os segundos classificados do grupo avançam para as oitavas de final, enquanto os terceiros colocados entram na Liga Europa da UEFA de 2016–17. Os horários das partidas até o dia 28 de outubro (rodada 1–3) seguem o fuso horário (UTC+2). Após isto, as rodadas 4–6 seguem o fuso horário (UTC+1).
| Legenda                                                                          |
| Classificado às oitavas-de-final                                                 |
| Classificado à fase de dezesseis-avos de final da Liga Europa da UEFA de 2017–18 |
| Eliminado                                                                        |

### Grupo A
| Pos | Equipe            | Pts | J | V | E | D | GP | GC | SG  | Classificado                     |  | MU  | BSL | CSKA | BEN |
| --- | ----------------- | --- | - | - | - | - | -- | -- | --- | -------------------------------- |  | --- | --- | ---- | --- |
| 1   | Manchester United | 15  | 6 | 5 | 0 | 1 | 12 | 3  | +9  | Classificado às oitavas de final |  | —   | 3–0 | 2–1  | 2–0 |
| 2   | Basel             | 12  | 6 | 4 | 0 | 2 | 11 | 5  | +6  | Classificado às oitavas de final |  | 1–0 | —   | 1–2  | 5–0 |
| 3   | CSKA Moscou       | 9   | 6 | 3 | 0 | 3 | 8  | 10 | −2  | Transferido para Liga Europa     |  | 1–4 | 0–2 | —    | 2–0 |
| 4   | Benfica           | 0   | 6 | 0 | 0 | 6 | 1  | 14 | −13 | Eliminado                        |  | 0–1 | 0–2 | 1–2  | —   |

| 12 de setembro de 2017 | Benfica       | 1 – 2     | CSKA Moscou                           | Estádio da Luz, Lisboa                                |
| 20:45                  | Seferović 50' | Relatório | Vitinho 63' (pen) · Zhamaletdinov 71' | Público: 38 323 Árbitro: ESP Alberto Undiano Mallenco |

| 12 de setembro de 2017 | Manchester United                        | 3 – 0     | Basel | Old Trafford, Manchester                  |
| 20:45                  | Fellaini 35' · Lukaku 53' · Rashford 84' | Relatório |       | Público: 73 854 Árbitro: FRA Ruddy Buquet |

| 27 de setembro de 2017 | Basel                                                                | 5 – 0     | Benfica | St. Jakob-Park, Basileia                   |
| 20:45                  | Lang 2' · Oberlin 20', 69' · van Wolfswinkel 60' (pen) · Riveros 76' | Relatório |         | Público: 34 111 Árbitro: SCO Craig Thomson |

| 27 de setembro de 2017 | CSKA Moscou  | 1 – 4     | Manchester United                                   | VEB Arena, Moscou                           |
| 20:45                  | Kuchayev 90' | Relatório | Lukaku 4', 27' · Martial 19' (pen) · Mkhitaryan 57' | Público: 29 073 Árbitro: SWE Jonas Eriksson |

| 18 de outubro de 2017 | CSKA Moscou | 0 – 2     | Basel                   | VEB Arena, Moscou                          |
| 20:45                 |             | Relatório | Xhaka 29' · Oberlin 90' | Público: 27 996 Árbitro: NED Björn Kuipers |

| 18 de outubro de 2017 | Benfica | 0 – 1     | Manchester United | Estádio da Luz, Lisboa                    |
| 20:45                 |         | Relatório | Rashford 64'      | Público: 57 684 Árbitro: GER Felix Zwayer |

| 31 de outubro de 2017 | Basel     | 1 – 2     | CSKA Moscou                  | St. Jakob-Park, Basileia                   |
| 20:45                 | Zuffi 32' | Relatório | Dzagoyev 65' · Wernbloom 79' | Público: 33 303 Árbitro: SRB Milorad Mažić |

| 31 de outubro de 2017 | Manchester United                   | 2 – 0     | Benfica | Old Trafford, Manchester                       |
| 20:45                 | Svilar 45' (g.c.) · Blind 78' (pen) | Relatório |         | Público: 74 437 Árbitro: LTU Gediminas Mažeika |

| 22 de novembro de 2017 | CSKA Moscou                         | 2 – 0     | Benfica | VEB Arena, Moscou                          |
| 18:00                  | Shchennikov 13' · Jardel 56' (g.c.) | Relatório |         | Público: 27 709 Árbitro: GER Deniz Aytekin |

| 22 de novembro de 2017 | Basel    | 1 – 0     | Manchester United | St. Jakob-Park, Basileia                    |
| 20:45                  | Lang 89' | Relatório |                   | Público: 36 000 Árbitro: ITA Daniele Orsato |

| 5 de dezembro de 2017 | Benfica | 0 – 2     | Basel                        | Estádio da Luz, Lisboa                         |
| 20:45                 |         | Relatório | Elyounoussi 5' · Oberlin 65' | Público: 22 470 Árbitro: ESP Jesús Gil Manzano |

| 5 de dezembro de 2017 | Manchester United         | 2 – 1     | CSKA Moscou | Old Trafford, Manchester                     |
| 20:45                 | Lukaku 64' · Rashford 66' | Relatório | Vitinho 45' | Público: 74 669 Árbitro: ITA Gianluca Rocchi |

### Grupo B
| Pos | Equipe              | Pts | J | V | E | D | GP | GC | SG  | Classificado                     |  | PAR | BAY | CEL | AND |
| --- | ------------------- | --- | - | - | - | - | -- | -- | --- | -------------------------------- |  | --- | --- | --- | --- |
| 1   | Paris Saint-Germain | 15  | 6 | 5 | 0 | 1 | 25 | 4  | +21 | Classificado às oitavas de final |  | —   | 3–0 | 7–1 | 5–0 |
| 2   | Bayern de Munique   | 15  | 6 | 5 | 0 | 1 | 13 | 6  | +7  | Classificado às oitavas de final |  | 3–1 | —   | 3–0 | 3–0 |
| 3   | Celtic              | 3   | 6 | 1 | 0 | 5 | 5  | 18 | −13 | Transferido para Liga Europa     |  | 0–5 | 1–2 | —   | 0–1 |
| 4   | Anderlecht          | 3   | 6 | 1 | 0 | 5 | 2  | 17 | −15 | Eliminado                        |  | 0–4 | 1–2 | 0–3 | —   |

1. 1 2  Empatados no confronto direto. Diferença de gols no confronto direto: Paris Saint-Germain +1, Bayern de Munique -1
2. 1 2  Empatados no confronto direto. Diferença de gols no confronto direto: Celtic +2, Anderlecht -2

| 12 de setembro de 2017 | Bayern de Munique                                          | 3 – 0     | Anderlecht | Allianz Arena, Munique                         |
| 20:45                  | Lewandowski 12' (pen) · Thiago Alcântara 65' · Kimmich 90' | Relatório |            | Público: 70 000 Árbitro: ITA Paolo Tagliavento |

| 12 de setembro de 2017 | Celtic | 0 – 5     | Paris Saint-Germain                                                 | Celtic Park, Glasgow                        |
| 20:45                  |        | Relatório | Neymar 19' · Mbappé 34' · Cavani 40' (pen), 85' · Lustig 83' (g.c.) | Público: 57 562 Árbitro: ITA Daniele Orsato |

| 27 de setembro de 2017 | Paris Saint-Germain                       | 3 – 0     | Bayern de Munique | Parc des Princes, Paris                          |
| 20:45                  | Daniel Alves 2' · Cavani 31' · Neymar 63' | Relatório |                   | Público: 46 252 Árbitro: ESP Antonio Mateu Lahoz |

| 27 de setembro de 2017 | Anderlecht | 0 – 3     | Celtic                                       | Constant Vanden Stock Stadium, Anderlecht      |
| 20:45                  |            | Relatório | Griffiths 38' · Roberts 50' · Sinclair 90+3' | Público: 19 898 Árbitro: ESP Jesús Gil Manzano |

| 18 de outubro de 2017 | Anderlecht | 0 – 4     | Paris Saint-Germain                                | Constant Vanden Stock Stadium, Anderlecht   |
| 20:45                 |            | Relatório | Mbappé 3' · Cavani 44' · Neymar 66' · Di María 88' | Público: 19 108 Árbitro: CZE Pavel Královec |

| 18 de outubro de 2017 | Bayern de Munique                      | 3 – 0     | Celtic | Allianz Arena, Munique                      |
| 20:45                 | Müller 17' · Kimmich 29' · Hummels 51' | Relatório |        | Público: 70 000 Árbitro: RUS Sergei Karasev |

| 31 de outubro de 2017 | Paris Saint-Germain                                 | 5 – 0     | Anderlecht | Parc des Princes, Paris                               |
| 20:45                 | Verratti 30' · Neymar 45+4' · Kurzawa 52', 72', 78' | Relatório |            | Público: 46 403 Árbitro: ESP David Fernández Borbalán |

| 31 de outubro de 2017 | Celtic       | 1 – 2     | Bayern de Munique        | Celtic Park, Glasgow                        |
| 20:45                 | McGregor 74' | Relatório | Coman 22' · Martínez 77' | Público: 58 269 Árbitro: NED Danny Makkelie |

| 22 de novembro de 2017 | Anderlecht | 1 – 2     | Bayern de Munique             | Constant Vanden Stock Stadium, Anderlecht   |
| 20:45                  | Hanni 63'  | Relatório | Lewandowski 51' · Tolisso 77' | Público: 19 753 Árbitro: ENG Anthony Taylor |

| 22 de novembro de 2017 | Paris Saint-Germain                                                             | 7 – 1     | Celtic     | Parc des Princes, Paris                              |
| 20:45                  | Neymar 9', 22' · Cavani 28', 79' · Mbappé 35' · Verratti 75' · Daniel Alves 80' | Relatório | Dembélé 1' | Público: 46 288 Árbitro: GRE Anastasios Sidiropoulos |

| 5 de dezembro de 2017 | Bayern de Munique                 | 3 – 1     | Paris Saint-Germain | Allianz Arena, Munique                    |
| 20:45                 | Lewandowski 8' · Tolisso 37', 69' | Relatório | Mbappé 50'          | Público: 70 000 Árbitro: TUR Cüneyt Çakır |

| 5 de dezembro de 2017 | Celtic | 0 – 1     | Anderlecht           | Celtic Park, Glasgow                   |
| 20:45                 |        | Relatório | Šimunović 62' (g.c.) | Público: 57 931 Árbitro: SVN Matej Jug |

### Grupo C
| Pos | Equipe             | Pts | J | V | E | D | GP | GC | SG  | Classificado                     |  | ROM | CHL | ATL | QRB |
| --- | ------------------ | --- | - | - | - | - | -- | -- | --- | -------------------------------- |  | --- | --- | --- | --- |
| 1   | Roma               | 11  | 6 | 3 | 2 | 1 | 9  | 6  | +3  | Classificado às oitavas de final |  | —   | 3–0 | 0–0 | 1–0 |
| 2   | Chelsea            | 11  | 6 | 3 | 2 | 1 | 16 | 8  | +8  | Classificado às oitavas de final |  | 3–3 | —   | 1–1 | 6–0 |
| 3   | Atlético de Madrid | 7   | 6 | 1 | 4 | 1 | 5  | 4  | +1  | Transferido para Liga Europa     |  | 2–0 | 1–2 | —   | 1–1 |
| 4   | Qarabağ            | 2   | 6 | 0 | 2 | 4 | 2  | 14 | −12 | Eliminado                        |  | 1–2 | 0–4 | 0–0 | —   |

1. 1 2  Pontos no confronto direto: Roma 4, Chelsea 1.

| 12 de setembro de 2017 | Chelsea                                                                                          | 6 – 0     | Qarabağ | Stamford Bridge, Londres                             |
| 20:45                  | Pedro 5' · Zappacosta 30' · Azpilicueta 55' · Bakayoko 71' · Batshuayi 76' · Medvedev 82' (g.c.) | Relatório |         | Público: 41 150 Árbitro: GRE Anastasios Sidiropoulos |

| 12 de setembro de 2017 | Roma | 0 – 0     | Atlético de Madrid | Estádio Olímpico, Roma                     |
| 20:45                  |      | Relatório |                    | Público: 36 064 Árbitro: SRB Milorad Mažić |

| 27 de setembro de 2017 | Qarabağ            | 1 – 2     | Roma                   | Estádio Olímpico, Baku                         |
| 18:00                  | Pedro Henrique 28' | Relatório | Manolas 7' · Džeko 15' | Público: 67 200 Árbitro: POR Artur Soares Dias |

| 27 de setembro de 2017 | Atlético de Madrid  | 1 – 2     | Chelsea                      | Wanda Metropolitano, Madrid               |
| 20:45                  | Griezmann 40' (pen) | Relatório | Morata 60' · Batshuayi 90+3' | Público: 60 643 Árbitro: TUR Cüneyt Çakır |

| 18 de outubro de 2017 | Qarabağ | 0 – 0     | Atlético de Madrid | Estádio Olímpico, Baku                    |
| 18:00                 |         | Relatório |                    | Público: 47 923 Árbitro: FRA Ruddy Buquet |

| 18 de outubro de 2017 | Chelsea                          | 3 – 3     | Roma                         | Stamford Bridge, Londres                   |
| 20:45                 | David Luiz 11' · Hazard 37', 75' | Relatório | Kolarov 40' · Džeko 64', 70' | Público: 41 105 Árbitro: SVN Damir Skomina |

| 31 de outubro de 2017 | Atlético de Madrid | 1 – 1     | Qarabağ    | Wanda Metropolitano, Madrid                |
| 20:45                 | Thomas 56'         | Relatório | Míchel 40' | Público: 55 893 Árbitro: GER Deniz Aytekin |

| 31 de outubro de 2017 | Roma                              | 3 – 0     | Chelsea | Estádio Olímpico, Roma                      |
| 20:45                 | El Shaarawy 1', 36' · Perotti 63' | Relatório |         | Público: 55 036 Árbitro: SWE Jonas Eriksson |

| 22 de novembro de 2017 | Qarabağ | 0 – 4     | Chelsea                                                  | Estádio Olímpico, Baku                       |
| 18:00                  |         | Relatório | Hazard 21' (pen) · Willian 36', 85' · Fàbregas 73' (pen) | Público: 67 100 Árbitro: POR Manuel de Sousa |

| 22 de novembro de 2017 | Atlético de Madrid          | 2 – 0     | Roma | Wanda Metropolitano, Madrid                |
| 20:45                  | Griezmann 69' · Gameiro 85' | Relatório |      | Público: 56 253 Árbitro: NED Björn Kuipers |

| 5 de dezembro de 2017 | Chelsea          | 1 – 1     | Atlético de Madrid | Stamford Bridge, Londres                    |
| 20:45                 | Savić 75' (g.c.) | Relatório | Saúl 56'           | Público: 40 875 Árbitro: NED Danny Makkelie |

| 5 de dezembro de 2017 | Roma        | 1 – 0     | Qarabağ | Estádio Olímpico, Roma                      |
| 20:45                 | Perotti 53' | Relatório |         | Público: 34 258 Árbitro: GER Tobias Stieler |

### Grupo D
| Pos | Equipe     | Pts | J | V | E | D | GP | GC | SG | Classificado                     |  | BAR | JUV | SPO | OLY |
| --- | ---------- | --- | - | - | - | - | -- | -- | -- | -------------------------------- |  | --- | --- | --- | --- |
| 1   | Barcelona  | 14  | 6 | 4 | 2 | 0 | 9  | 1  | +8 | Classificado às oitavas de final |  | —   | 3–0 | 2–0 | 3–1 |
| 2   | Juventus   | 11  | 6 | 3 | 2 | 1 | 7  | 5  | +2 | Classificado às oitavas de final |  | 0–0 | —   | 2–1 | 2–0 |
| 3   | Sporting   | 7   | 6 | 2 | 1 | 3 | 8  | 9  | −1 | Transferido para Liga Europa     |  | 0–1 | 1–1 | —   | 3–1 |
| 4   | Olympiacos | 1   | 6 | 0 | 1 | 5 | 4  | 13 | −9 | Eliminado                        |  | 0–0 | 0–2 | 2–3 | —   |

| 12 de setembro de 2017 | Barcelona                    | 3 – 0     | Juventus | Camp Nou, Barcelona                        |
| 20:45                  | Messi 45', 69' · Rakitić 56' | Relatório |          | Público: 78 656 Árbitro: SVN Damir Skomina |

| 12 de setembro de 2017 | Olympiacos       | 2 – 3     | Sporting                                              | Estádio Karaiskákis, Pireu                 |
| 20:45                  | Pardo 89', 90+3' | Relatório | Doumbia 2' · Gelson Martins 13' · Bruno Fernandes 43' | Público: 30 168 Árbitro: HUN Viktor Kassai |

| 27 de setembro de 2017 | Sporting | 0 – 1     | Barcelona         | Estádio José Alvalade, Lisboa               |
| 20:45                  |          | Relatório | Coates 49' (g.c.) | Público: 48 575 Árbitro: ROU Ovidiu Hațegan |

| 27 de setembro de 2017 | Juventus                    | 2 – 0     | Olympiacos | Juventus Stadium, Turim                     |
| 20:45                  | Higuaín 69' · Mandžukić 80' | Relatório |            | Público: 33 460 Árbitro: GER Tobias Stieler |

| 18 de outubro de 2017 | Juventus                   | 2 – 1     | Sporting               | Juventus Stadium, Turim                     |
| 20:45                 | Pjanić 29' · Mandžukić 84' | Relatório | Alex Sandro 12' (g.c.) | Público: 36 288 Árbitro: ENG Michael Oliver |

| 18 de outubro de 2017 | Barcelona                                   | 3 – 1     | Olympiacos   | Camp Nou, Barcelona                         |
| 20:45                 | Nikolaou 18' (g.c.) · Messi 61' · Digne 64' | Relatório | Nikolaou 90' | Público: 55 026 Árbitro: SCO William Collum |

| 31 de outubro de 2017 | Sporting        | 1 – 1     | Juventus    | Estádio José Alvalade, Lisboa               |
| 20:45                 | Bruno César 20' | Relatório | Higuaín 79' | Público: 48 442 Árbitro: FRA Clément Turpin |

| 31 de outubro de 2017 | Olympiacos | 0 – 0     | Barcelona | Estádio Karaiskákis, Pireu                  |
| 20:45                 |            | Relatório |           | Público: 31 600 Árbitro: ENG Anthony Taylor |

| 22 de novembro de 2017 | Juventus | 0 – 0     | Barcelona | Juventus Stadium, Turim                    |
| 20:45                  |          | Relatório |           | Público: 40 876 Árbitro: SRB Milorad Mažić |

| 22 de novembro de 2017 | Sporting                        | 3 – 1     | Olympiacos       | Estádio José Alvalade, Lisboa             |
| 20:45                  | Dost 40', 66' · Bruno César 43' | Relatório | Odjidja-Ofoe 86' | Público: 42 528 Árbitro: GER Felix Zwayer |

| 5 de dezembro de 2017 | Barcelona                          | 2 – 0     | Sporting | Camp Nou, Barcelona                        |
| 20:45                 | Alcácer 59' · Mathieu 90+1' (g.c.) | Relatório |          | Público: 48 336 Árbitro: SCO Craig Thomson |

| 5 de dezembro de 2017 | Olympiacos | 0 – 2     | Juventus                        | Estádio Karaiskákis, Pireu                            |
| 20:45                 |            | Relatório | Cuadrado 15' · Bernardeschi 90' | Público: 29 567 Árbitro: ESP David Fernández Borbalán |

### Grupo E
| Pos | Equipe         | Pts | J | V | E | D | GP | GC | SG  | Classificado                     |  | LIV | SEV | SPM | MRB |
| --- | -------------- | --- | - | - | - | - | -- | -- | --- | -------------------------------- |  | --- | --- | --- | --- |
| 1   | Liverpool      | 12  | 6 | 3 | 3 | 0 | 23 | 6  | +17 | Classificado às oitavas de final |  | —   | 2–2 | 7–0 | 3–0 |
| 2   | Sevilla        | 9   | 6 | 2 | 3 | 1 | 12 | 12 | 0   | Classificado às oitavas de final |  | 3–3 | —   | 2–1 | 3–0 |
| 3   | Spartak Moscou | 6   | 6 | 1 | 3 | 2 | 9  | 13 | −4  | Transferido para Liga Europa     |  | 1–1 | 5–1 | —   | 1–1 |
| 4   | Maribor        | 3   | 6 | 0 | 3 | 3 | 3  | 16 | −13 | Eliminado                        |  | 0–7 | 1–1 | 1–1 | —   |

| 13 de setembro de 2017 | Maribor   | 1 – 1     | Spartak Moscou | Stadion Ljudski vrt, Maribor               |
| 20:45                  | Bohar 85' | Relatório | Samedov 59'    | Público: 12 566 Árbitro: GER Deniz Aytekin |

| 13 de setembro de 2017 | Liverpool                       | 2 – 2     | Sevilla                    | Anfield, Liverpool                          |
| 20:45                  | Roberto Firmino 21' · Salah 37' | Relatório | Ben Yedder 5' · Correa 72' | Público: 52 332 Árbitro: NED Danny Makkelie |

| 26 de setembro de 2017 | Sevilla                        | 3 – 0     | Maribor | Estádio Ramón Sánchez Pizjuán, Sevilha        |
| 20:45                  | Ben Yedder 27', 38', 83' (pen) | Relatório |         | Público: 34 705 Árbitro: BLR Aleksei Kulbakov |

| 26 de setembro de 2017 | Spartak Moscou | 1 – 1     | Liverpool             | Arena Otkrytie, Moscou                      |
| 20:45                  | Fernando 23'   | Relatório | Philippe Coutinho 31' | Público: 43 376 Árbitro: FRA Clément Turpin |

| 17 de outubro de 2017 | Spartak Moscou                                                     | 5 – 1     | Sevilla  | Arena Otkrytie, Moscou                       |
| 20:45                 | Promes 18', 90' · Melgarejo 58' · Glushakov 67' · Luiz Adriano 74' | Relatório | Kjær 30' | Público: 44 307 Árbitro: ITA Gianluca Rocchi |

| 17 de outubro de 2017 | Maribor | 0 – 7     | Liverpool | Stadion Ljudski vrt, Maribor               |
| 20:45                 |         | Relatório | Roberto Firmino 4', 54' · Philippe Coutinho 13' · Salah 19', 40' · Oxlade-Chamberlain 86' · Alexander-Arnold 90' | Público: 12 506 Árbitro: HUN Viktor Kassai |

| 1 de novembro de 2017 | Sevilla                  | 2 – 1     | Spartak Moscou | Estádio Ramón Sánchez Pizjuán, Sevilha         |
| 20:45                 | Lenglet 30' · Banega 59' | Relatório | Zé Luís 78'    | Público: 38 002 Árbitro: POR Artur Soares Dias |

| 1 de novembro de 2017 | Liverpool                           | 3 – 0     | Maribor | Anfield, Liverpool                         |
| 20:45                 | Salah 49' · Can 64' · Sturridge 90' | Relatório |         | Público: 47 957 Árbitro: SVK Ivan Kružliak |

| 21 de novembro de 2017 | Spartak Moscou | 1 – 1     | Maribor         | Arena Otkrytie, Moscou                      |
| 18:00                  | Zé Luís 82'    | Relatório | Mešanović 90+2' | Público: 42 920 Árbitro: SCO William Collum |

| 21 de novembro de 2017 | Sevilla                                   | 3 – 3     | Liverpool                          | Estádio Ramón Sánchez Pizjuán, Sevilha   |
| 20:45                  | Ben Yedder 51', 60' (pen) · Pizarro 90+3' | Relatório | Roberto Firmino 2', 30' · Mané 22' | Público: 39 495 Árbitro: GER Felix Brych |

| 6 de dezembro de 2017 | Maribor     | 1 – 1     | Sevilla   | Stadion Ljudski vrt, Maribor                |
| 20:45                 | Tavares 10' | Relatório | Ganso 75' | Público: 11 976 Árbitro: ROU Ovidiu Hațegan |

| 6 de dezembro de 2017 | Liverpool                                                                              | 7 – 0     | Spartak Moscou | Anfield, Liverpool                            |
| 20:45                 | Philippe Coutinho 4' (pen), 15', 50' · Roberto Firmino 19' · Mané 47', 76' · Salah 86' | Relatório |                | Público: 48 779 Árbitro: POL Szymon Marciniak |

### Grupo F
| Pos | Equipe           | Pts | J | V | E | D | GP | GC | SG | Classificado                     |  | MC  | SHK | NAP | FEY |
| --- | ---------------- | --- | - | - | - | - | -- | -- | -- | -------------------------------- |  | --- | --- | --- | --- |
| 1   | Manchester City  | 15  | 6 | 5 | 0 | 1 | 14 | 5  | +9 | Classificado às oitavas de final |  | —   | 2–0 | 2–1 | 1–0 |
| 2   | Shakhtar Donetsk | 12  | 6 | 4 | 0 | 2 | 9  | 9  | 0  | Classificado às oitavas de final |  | 2–1 | —   | 2–1 | 3–1 |
| 3   | Napoli           | 6   | 6 | 2 | 0 | 4 | 11 | 11 | 0  | Transferido para Liga Europa     |  | 2–4 | 3–0 | —   | 3–1 |
| 4   | Feyenoord        | 3   | 6 | 1 | 0 | 5 | 5  | 14 | −9 | Eliminado                        |  | 0–4 | 1–2 | 2–1 | —   |

| 13 de setembro de 2017 | Feyenoord | 0 – 4     | Manchester City                                 | Estádio De Kuip, Roterdã                      |
| 20:45                  |           | Relatório | Stones 2', 63' · Agüero 10' · Gabriel Jesus 25' | Público: 43 500 Árbitro: POL Szymon Marciniak |

| 13 de setembro de 2017 | Shakhtar Donetsk          | 2 – 1     | Napoli          | Estádio Metalist, Carcóvia                |
| 20:45                  | Taison 15' · Ferreyra 58' | Relatório | Milik 72' (pen) | Público: 32 679 Árbitro: GER Felix Zwayer |

| 26 de setembro de 2017 | Napoli                                  | 3 – 1     | Feyenoord     | Estádio San Paolo, Nápoles                  |
| 20:45                  | Insigne 7' · Mertens 49' · Callejón 70' | Relatório | Amrabat 90+3' | Público: 22 577 Árbitro: SCO William Collum |

| 26 de setembro de 2017 | Manchester City              | 2 – 0     | Shakhtar Donetsk | City of Manchester Stadium, Manchester       |
| 20:45                  | De Bruyne 48' · Sterling 90' | Relatório |                  | Público: 45 310 Árbitro: POR Manuel de Sousa |

| 17 de outubro de 2017 | Manchester City                 | 2 – 1     | Napoli            | City of Manchester Stadium, Manchester           |
| 20:45                 | Sterling 9' · Gabriel Jesus 13' | Relatório | Diawara 79' (pen) | Público: 48 520 Árbitro: ESP Antonio Mateu Lahoz |

| 17 de outubro de 2017 | Feyenoord   | 1 – 2     | Shakhtar Donetsk | Estádio De Kuip, Roterdã                              |
| 20:45                 | Berghuis 8' | Relatório | Bernard 24', 54' | Público: 43 500 Árbitro: ESP Alberto Undiano Mallenco |

| 1 de novembro de 2017 | Napoli                           | 2 – 4     | Manchester City                                         | Estádio San Paolo, Nápoles               |
| 20:45                 | Insigne 21' · Jorginho 62' (pen) | Relatório | Otamendi 34' · Stones 48' · Agüero 69' · Sterling 90+2' | Público: 44 483 Árbitro: GER Felix Brych |

| 1 de novembro de 2017 | Shakhtar Donetsk               | 3 – 1     | Feyenoord     | Estádio Metalist, Carcóvia                           |
| 20:45                 | Ferreyra 14' · Marlos 17', 68' | Relatório | Jørgensen 12' | Público: 24 570 Árbitro: GRE Anastasios Sidiropoulos |

| 21 de novembro de 2017 | Manchester City | 1 – 0     | Feyenoord | City of Manchester Stadium, Manchester     |
| 20:45                  | Sterling 88'    | Relatório |           | Público: 43 548 Árbitro: SVK Ivan Kružliak |

| 21 de novembro de 2017 | Napoli                                    | 3 – 0     | Shakhtar Donetsk | Estádio San Paolo, Nápoles                 |
| 20:45                  | Insigne 56' · Zieliński 81' · Mertens 83' | Relatório |                  | Público: 10 573 Árbitro: SVN Damir Skomina |

| 6 de dezembro de 2017 | Feyenoord                       | 2 – 1     | Napoli       | Estádio De Kuip, Roterdã                    |
| 20:45                 | Jørgensen 33' · St. Juste 90+1' | Relatório | Zieliński 2' | Público: 36 500 Árbitro: ENG Michael Oliver |

| 6 de dezembro de 2017 | Shakhtar Donetsk          | 2 – 1     | Manchester City    | Estádio Metalist, Carcóvia                  |
| 20:45                 | Bernard 26' · Ismaily 32' | Relatório | Agüero 90+2' (pen) | Público: 33 154 Árbitro: FRA Benoît Bastien |

### Grupo G
| Pos | Equipe     | Pts | J | V | E | D | GP | GC | SG  | Classificado                     |  | BES | POR | RBL | MON |
| --- | ---------- | --- | - | - | - | - | -- | -- | --- | -------------------------------- |  | --- | --- | --- | --- |
| 1   | Beşiktaş   | 14  | 6 | 4 | 2 | 0 | 11 | 5  | +6  | Classificado às oitavas de final |  | —   | 1–1 | 2–0 | 1–1 |
| 2   | Porto      | 10  | 6 | 3 | 1 | 2 | 15 | 10 | +5  | Classificado às oitavas de final |  | 1–3 | —   | 3–1 | 5–2 |
| 3   | RB Leipzig | 7   | 6 | 2 | 1 | 3 | 10 | 11 | −1  | Transferido para Liga Europa     |  | 1–2 | 3–2 | —   | 1–1 |
| 4   | Monaco     | 2   | 6 | 0 | 2 | 4 | 6  | 16 | −10 | Eliminado                        |  | 1–2 | 0–3 | 1–4 | —   |

| 13 de setembro de 2017 | RB Leipzig   | 1 – 1     | Monaco        | Red Bull Arena, Leipzig                     |
| 20:45                  | Forsberg 33' | Relatório | Tielemans 34' | Público: 40 068 Árbitro: ENG Michael Oliver |

| 13 de setembro de 2017 | Porto            | 1 – 3     | Beşiktaş                            | Estádio do Dragão, Porto                    |
| 20:45                  | Tošić 21' (g.c.) | Relatório | Talisca 13' · Tosun 28' · Babel 86' | Público: 42 429 Árbitro: ENG Anthony Taylor |

| 26 de setembro de 2017 | Beşiktaş                | 2 – 0     | RB Leipzig | Arena Vodafone, Istambul                    |
| 20:45                  | Babel 11' · Talisca 43' | Relatório |            | Público: 36 641 Árbitro: RUS Sergei Karasev |

| 26 de setembro de 2017 | Monaco | 0 – 3     | Porto                          | Stade Louis II, Mônaco                     |
| 20:45                  |        | Relatório | Aboubakar 31', 69' · Layún 89' | Público: 11 703 Árbitro: SVN Slavko Vinčić |

| 17 de outubro de 2017 | Monaco     | 1 – 2     | Beşiktaş       | Stade Louis II, Mônaco                    |
| 20:45                 | Falcao 30' | Relatório | Tosun 34', 54' | Público: 7 403 Árbitro: SRB Milorad Mažić |

| 17 de outubro de 2017 | RB Leipzig                             | 3 – 2     | Porto                       | Red Bull Arena, Leipzig                        |
| 20:45                 | Orban 8' · Forsberg 38' · Augustin 41' | Relatório | Aboubakar 18' · Marcano 44' | Público: 41 496 Árbitro: ITA Paolo Tagliavento |

| 1 de novembro de 2017 | Beşiktaş        | 1 – 1     | Monaco             | Arena Vodafone, Istambul                       |
| 20:45                 | Tosun 54' (pen) | Relatório | Marcos Lopes 45+1' | Público: 39 346 Árbitro: ITA Paolo Tagliavento |

| 1 de novembro de 2017 | Porto                                         | 3 – 1     | RB Leipzig | Estádio do Dragão, Porto                    |
| 20:45                 | Herrera 13' · Danilo 61' · Maxi Pereira 90+3' | Relatório | Werner 48' | Público: 41 616 Árbitro: ROU Ovidiu Hațegan |

| 21 de novembro de 2017 | Beşiktaş    | 1 – 1     | Porto      | Arena Vodafone, Istambul                         |
| 18:00                  | Talisca 41' | Relatório | Felipe 29' | Público: 36 919 Árbitro: ESP Antonio Mateu Lahoz |

| 21 de novembro de 2017 | Monaco     | 1 – 4     | RB Leipzig                                            | Stade Louis II, Mônaco                               |
| 20:45                  | Falcao 43' | Relatório | Jemerson 6' (g.c.) · Werner 9', 31' (pen) · Keïta 45' | Público: 9 029 Árbitro: ESP Alberto Undiano Mallenco |

| 6 de dezembro de 2017 | RB Leipzig | 1 – 2     | Beşiktaş                        | Red Bull Arena, Leipzig                    |
| 20:45                 | Keïta 87'  | Relatório | Negredo 10' (pen) · Talisca 90' | Público: 42 558 Árbitro: HUN Viktor Kassai |

| 6 de dezembro de 2017 | Porto                                                          | 5 – 2     | Monaco                      | Estádio do Dragão, Porto                    |
| 20:45                 | Aboubakar 9', 33' · Brahimi 45' · Alex Telles 65' · Soares 88' | Relatório | Glik 61' (pen) · Falcao 78' | Público: 42 509 Árbitro: SWE Jonas Eriksson |

### Grupo H
| Pos | Equipe            | Pts | J | V | E | D | GP | GC | SG  | Classificado                     |  | TOT | RM  | DOR | APO |
| --- | ----------------- | --- | - | - | - | - | -- | -- | --- | -------------------------------- |  | --- | --- | --- | --- |
| 1   | Tottenham         | 16  | 6 | 5 | 1 | 0 | 15 | 4  | +11 | Classificado às oitavas de final |  | —   | 3–1 | 3–1 | 3–0 |
| 2   | Real Madrid       | 13  | 6 | 4 | 1 | 1 | 17 | 7  | +10 | Classificado às oitavas de final |  | 1–1 | —   | 3–2 | 3–0 |
| 3   | Borussia Dortmund | 2   | 6 | 0 | 2 | 4 | 7  | 13 | −6  | Transferido para Liga Europa     |  | 1–2 | 1–3 | —   | 1–1 |
| 4   | APOEL             | 2   | 6 | 0 | 2 | 4 | 2  | 17 | −15 | Eliminado                        |  | 0–3 | 0–6 | 1–1 | —   |

1. 1 2  Empatados no confronto direto. A diferença geral de gols é usada como desempate.

| 13 de setembro de 2017 | Real Madrid                                         | 3 – 0     | APOEL | Estádio Santiago Bernabéu, Madrid           |
| 20:45                  | Cristiano Ronaldo 12', 51' (pen) · Sergio Ramos 61' | Relatório |       | Público: 71 060 Árbitro: FRA Benoît Bastien |

| 13 de setembro de 2017 | Tottenham                        | 3 – 1     | Borussia Dortmund | Estádio de Wembley, Londres                  |
| 20:45                  | Son Heung-min 4' · Kane 15', 60' | Relatório | Yarmolenko 11'    | Público: 67 343 Árbitro: ITA Gianluca Rocchi |

| 26 de setembro de 2017 | Borussia Dortmund | 1 – 3     | Real Madrid                           | Signal Iduna Park, Dortmund                |
| 20:45                  | Aubameyang 54'    | Relatório | Bale 18' · Cristiano Ronaldo 50', 79' | Público: 65 849 Árbitro: NED Björn Kuipers |

| 26 de setembro de 2017 | APOEL | 0 – 3     | Tottenham          | Estádio GSP, Nicósia                        |
| 20:45                  |       | Relatório | Kane 39', 62', 67' | Público: 16 324 Árbitro: CZE Pavel Královec |

| 17 de outubro de 2017 | APOEL    | 1 – 1     | Borussia Dortmund    | Estádio GSP, Nicósia                          |
| 20:45                 | Poté 62' | Relatório | Papastathopoulos 67' | Público: 15 604 Árbitro: BLR Aleksei Kulbakov |

| 17 de outubro de 2017 | Real Madrid                 | 1 – 1     | Tottenham         | Estádio Santiago Bernabéu, Madrid             |
| 20:45                 | Cristiano Ronaldo 43' (pen) | Relatório | Varane 28' (g.c.) | Público: 76 589 Árbitro: POL Szymon Marciniak |

| 1 de novembro de 2017 | Borussia Dortmund | 1 – 1     | APOEL    | Signal Iduna Park, Dortmund            |
| 20:45                 | Guerreiro 29'     | Relatório | Poté 51' | Público: 64 500 Árbitro: SVN Matej Jug |

| 1 de novembro de 2017 | Tottenham                   | 3 – 1     | Real Madrid           | Estádio de Wembley, Londres               |
| 20:45                 | Alli 27', 56' · Eriksen 65' | Relatório | Cristiano Ronaldo 80' | Público: 83 782 Árbitro: TUR Cüneyt Çakır |

| 21 de novembro de 2017 | APOEL | 0 – 6     | Real Madrid                                                              | Estádio GSP, Nicósia                           |
| 20:45                  |       | Relatório | Modrić 23' · Benzema 39', 45+1' · Nacho 41' · Cristiano Ronaldo 49', 54' | Público: 19 705 Árbitro: POR Artur Soares Dias |

| 21 de novembro de 2017 | Borussia Dortmund | 1 – 2     | Tottenham                    | Signal Iduna Park, Dortmund                 |
| 20:45                  | Aubameyang 31'    | Relatório | Kane 49' · Son Heung-min 76' | Público: 65 849 Árbitro: FRA Clément Turpin |

| 6 de dezembro de 2017 | Real Madrid                                            | 3 – 2     | Borussia Dortmund   | Estádio Santiago Bernabéu, Madrid           |
| 20:45                 | Mayoral 8' · Cristiano Ronaldo 12' · Lucas Vázquez 81' | Relatório | Aubameyang 43', 49' | Público: 73 323 Árbitro: CZE Pavel Královec |

| 6 de dezembro de 2017 | Tottenham                                       | 3 – 0     | APOEL | Estádio de Wembley, Londres                |
| 20:45                 | Llorente 20' · Son Heung-min 37' · N'Koudou 80' | Relatório |       | Público: 42 679 Árbitro: SVN Slavko Vinčić |